# Кармелла (реслерка)
Лія Ван Дейл (англ. Leah Van Dale, нар. 5 квітня 1986, Шарлотт, Північна Кароліна, США) — відома американська реслерка. Нині має угоду з WWE, за якою виступає на підготовчому майданчику NXT з ім'ям Кармелла.

## Реслінґ
- Фінішер
  - Modified figure four headscissors
- Улюблені прийоми
  - Bodyscissors
  - Lotus lock
  - Running big boot, to a bent over opponent
  - Sitout rear mat slam
  - Thesz press, followed by multiple mounted punches
  - Vertical suplex
- Прибрані імена
  - Королева Стейтен-Айленду
- Музика
  - "Fabulous" від CFO$
  - "SAWFT is a Sin" від CFO$